# Козловский, Константин Степанович
Константи́н Степа́нович Козло́вский (3 июня 1905, Киев — 7 марта 1975, там же) — украинский советский художник-график, ксилограф, который «умел использовать декоративную красоту старого искусства». В экслибрисах Константина Степановича «проникновенно звучит тема русской природы». Жил в Киеве.
К. С. Козловский создал сотни экслибрисов, среди них эклибрисы для: М. Б. Гительмахера, Б. Левых, М.-В. А. Хавкина, Н. Н. Мозговой, Ю. С. Бородаева, Н. Н. Орлова, В. Л. Кравцова, И. Л. Андроникова, П. Е. Корнилова и многих других. Козловский создавал и серии гравюр, среди них серия «По лермонтовским местам».
Работы художника хранятся в Государственном музее истории литературы, искусства и культуры Алтая.

## Семья
- Сын — Константин Константинович Козловский (род. 19 февраля[14] 1939) — художник[15].

## Иллюстрирование книг
Проиллюстрировал ряд книг. Среди них:
- Дирш, Наталья. Сахар — М.: Культура, 1930[16].

## Избранные выставки

### Персональные
- «Книжные знаки К. С. Козловского». Вологда, 1963[17]
- «Книжные знаки К. С. Козловского и К. К. Козловского. (Киев). Каталог выставки» (Кемерово, 1965)[17]
- Константин Козловский. Красноярск, 1966.
- Константин Степанович Козловский. Выставка книжных знаков. Баку, 1969.
- «Константин Козловский. Каталог» (Тамбов, 1965)[17]

### Коллективные выставки
- «Третья биеннале современного экслибриса» (1967).

## Оценки творчества
Артур Павлович Толстяков: 

Отыскать на Украине искусного ксилографа, более виртуозно владеющего штихтелем, чем Константин Степанович Козловский (1905—1975), было бы невозможно, хотя никакими казенно-официальными лаврами увенчан он не был
Алексей Алексеевич Сидоров: 

Киевский мастер гравюры на дереве Константин Степанович Козловский, родившийся в 1905 году, принадлежащий к старшему поколению современных советских художников УССР, является в наших глазах очень интересным и качественным и качественным художником книжного знака
Через пару лет после смерти художника в издании Министерства культуры «Библиотекарь» было написано: 

За прошедшее десятилетие в этом жанре стало работать много талантливых графиков. Из художников старшего поколения значительный вклад в развитие экслибриса внесли Константин Козловский, Моисей Фрадкин
Музей России следующим образом упомянул Козловского:

В ряду наиболее значительных достижений в искусстве современного экслибриса нельзя не отметить работы таких выдающихся и широко известных мастеров старшего и среднего поколения бывшего СССР как Константин Козловский…